# Rafael Gutiérrez (Fußballspieler)
Rafael Gutiérrez Aldaco (* 8. September 1967 in Guadalajara, Jalisco) ist ein ehemaliger mexikanischer Fußballspieler auf der Position eines Verteidigers.

## Laufbahn
Gutiérrez begann seine Profikarriere bei seinem Heimatverein Deportivo Guadalajara, bei dem er von 1987 bis 1990 unter Vertrag stand. Anschließend wechselte er zu den ebenfalls in Guadalajara beheimateten Leones Negros de la Universidad de Guadalajara, mit denen er in der Saison 1990/91 den mexikanischen Pokalwettbewerb gewann und für die er bis 1994 spielte.
Anschließend spielte er drei Jahre beim CF Monterrey und fünf Jahre für Atlético Celaya, in deren Reihen er seine aktive Laufbahn im Jahr 2002 beendete.

## Erfolge
- Mexikanischer Pokalsieger: 1991